# 平鹿町上吉田
平鹿町上吉田（ひらかまちかみよしだ）は、秋田県横手市の大字。郵便番号は013-0101。人口は1,108人、世帯数は359世帯（2020年10月1日現在）。旧平鹿郡平鹿町上吉田間内（かみよしだまうち）、旧平鹿郡吉田村大字上吉田間内、旧平鹿郡上吉田間内村、旧平鹿郡上吉田村・深間内村（ふかまうちむら）に相当する。

## 地理
平鹿地域の北東部、中山丘陵の西側平野部に位置しており、水田中心の農村地帯である。田ノ植地区に主な施設が集積しており、吉田小学校、吉田地区交流センター、吉田保育所などがある。
全域が都市計画区域に含まれるが、区域区分非設定区域となっている。都市計画法上の用途地域には指定されていない。

### 小字
2024年（令和6年）10月5日時点での「横手市（秋田地方法務局大曲支局）登記所備付地図データ」、デジタル庁公表の「アドレス・ベース・レジストリ」の「秋田県 横手市 町字マスター（フルセット） データセット」、横手市公表のオープンデータによれば、平鹿町上吉田の小字は以下の通りである。
| 町・字       | 町・字       | 出典 | 出典         | 出典       |
| 大字         | 小字         | 登記 | 町字マスター | 行政区一覧 |
| ------------ | ------------ | ---- | ------------ | ---------- |
| 平鹿町上吉田 | 字明通       | ○    | ○            | ○          |
| 平鹿町上吉田 | 字荻子田     | ○    | ○            | ×          |
| 平鹿町上吉田 | 字荻田       | ○    | ○            | ×          |
| 平鹿町上吉田 | 字蟹沢堤ノ上 | ○    | ○            | ×          |
| 平鹿町上吉田 | 字角掛       | ○    | ○            | ×          |
| 平鹿町上吉田 | 字館尻       | ○    | ○            | ○          |
| 平鹿町上吉田 | 字吉田       | ○    | ○            | ○          |
| 平鹿町上吉田 | 字吉田東     | ○    | ○            | ○          |
| 平鹿町上吉田 | 字五十田     | ○    | ○            | ○          |
| 平鹿町上吉田 | 字五十田後   | ○    | ○            | ○          |
| 平鹿町上吉田 | 字五十田東   | ○    | ○            | ×          |
| 平鹿町上吉田 | 字伍口       | ○    | ○            | ○          |
| 平鹿町上吉田 | 字公地       | ○    | ○            | ○          |
| 平鹿町上吉田 | 字高野       | ○    | ○            | ○          |
| 平鹿町上吉田 | 字高野東     | ○    | ○            | ×          |
| 平鹿町上吉田 | 字高野表     | ○    | ○            | ×          |
| 平鹿町上吉田 | 字傘田       | ○    | ○            | ×          |
| 平鹿町上吉田 | 字四ッ屋     | ○    | ○            | ○          |
| 平鹿町上吉田 | 字四ッ屋東   | ○    | ○            | ×          |
| 平鹿町上吉田 | 字車長根     | ○    | ○            | ○          |
| 平鹿町上吉田 | 字新城東     | ○    | ○            | ○          |
| 平鹿町上吉田 | 字新城表     | ○    | ○            | ×          |
| 平鹿町上吉田 | 字深間内     | ○    | ○            | ○          |
| 平鹿町上吉田 | 字真角       | ○    | ○            | ○          |
| 平鹿町上吉田 | 字真角西     | ○    | ○            | ×          |
| 平鹿町上吉田 | 字真角北     | ○    | ○            | ×          |
| 平鹿町上吉田 | 字杉ヶ崎     | ○    | ○            | ×          |
| 平鹿町上吉田 | 字清水ヶ台   | ○    | ○            | ○          |
| 平鹿町上吉田 | 字西小路東   | ○    | ○            | ×          |
| 平鹿町上吉田 | 字川原崎     | ○    | ○            | ○          |
| 平鹿町上吉田 | 字村東       | ○    | ○            | ○          |
| 平鹿町上吉田 | 字大道       | ○    | ○            | ○          |
| 平鹿町上吉田 | 字築掛館     | ○    | ○            | ○          |
| 平鹿町上吉田 | 字竹原       | ○    | ○            | ○          |
| 平鹿町上吉田 | 字竹原西     | ○    | ○            | ○          |
| 平鹿町上吉田 | 字中山       | ○    | ○            | ○          |
| 平鹿町上吉田 | 字中谷地     | ○    | ○            | ×          |
| 平鹿町上吉田 | 字中嶋       | ○    | ○            | ×          |
| 平鹿町上吉田 | 字田ノ植     | ○    | ○            | ○          |
| 平鹿町上吉田 | 字道添       | ○    | ○            | ×          |
| 平鹿町上吉田 | 字南田       | ○    | ○            | ×          |
| 平鹿町上吉田 | 字反見       | ○    | ○            | ○          |
| 平鹿町上吉田 | 字板子       | ○    | ○            | ○          |
| 平鹿町上吉田 | 字福嶋       | ○    | ○            | ○          |
| 平鹿町上吉田 | 字福嶋表     | ○    | ○            | ×          |
| 平鹿町上吉田 | 字朴田       | ○    | ○            | ○          |
| 平鹿町上吉田 | 字朴田西     | ○    | ○            | ○          |
| 平鹿町上吉田 | 字朴田北     | ○    | ○            | ×          |
| 平鹿町上吉田 | 字密屋       | ○    | ○            | ○          |
| 平鹿町上吉田 | 字密屋下     | ○    | ○            | ○          |
| 平鹿町上吉田 | 字密屋表     | ○    | ○            | ×          |
| 平鹿町上吉田 | 字野田       | ○    | ○            | ○          |
| 平鹿町上吉田 | 字野田尻     | ○    | ○            | ×          |
| 平鹿町上吉田 | 字野田東     | ○    | ○            | ○          |

## 歴史
上吉田では、縄文時代の中藤根遺跡、下藤根遺跡が発掘調査されている。このうち下藤根遺跡では、竪穴建物跡8棟、その中から甕・壺・甑・坏・紡錘車・須恵器など出土している。この竪穴建物跡は、形状や出土遺物から3期に分けることができ、はじめの集落が奈良時代中期にはじまり、平安時代後期まで続き、その間に竪穴建物は2回建て替えられたと考えられる。また、中藤根遺跡でも竪穴建物跡が発見されており、須恵器などが出土している。
吉田の地名は鎌倉時代から出羽国平鹿郡の郷村名として見え、江戸時代初期には吉田村となっていたが、元和2年（1616年）に上吉田村・中吉田村・下吉田村の3村に分割された。
享保15年（1730年）の『六郡郡邑記』では、上吉田村は16の枝郷の総称で、野田村・三ッ屋村・田中村・田野上村・新城村・御公地村・福田村・野中村・四ッ屋村・間角村・朴田村・高野村・茅屋鋪村・五十田村・福島村がある。この内、野田村が本郷的な役割を果たし、上吉田村の別称を持った。後年の菅江真澄の『雪の出羽路 平鹿郡』では、田中村・野中村・茅屋鋪村・五十田村が廃村になり、新たに竹原村が見える。廃村となった村々は、深間内の北方、田ノ植・朴田に挟まれた位置にあり、江戸時代初期に新田開発が行われた地域である。4ヵ村とも小村であり、自然発生的な村ではなく、新田開発に関連して成立した村であると考えられる。戸数は、『享保郡邑記』では94軒、『秋田風土記』で104軒、『雪の出羽路』で84軒とある。
一方の深間内村は、正保4年（1729年）の『出羽一国絵図』で村名が見え、享保14年（1647年）の『平鹿郡御黒印吟味覚書』によれば、正保・寛文・貞享年間の諸帳では深馬内村とあり、深間内村の表記になったのは元禄以降とある。『六郡郡邑記』では、家数21軒、枝郷に高口村がある。なお、享和3年（1803年）の『出羽国郡村仮名附帳』では枝郷に和村が見える。
上吉田南西部の田ノ植集落には、吉田城と称される中世の城館跡がある。周辺は水田であるが、跡地は周辺より1メートルほどの微高地にあり、東西100メートル、南北80メートルに土塁と堀が巡る平城。郭の四隅が突出する井桁状で、この四隅にはかつて物見櫓が置かれていたと考えられる。特に、南西隅の突出が大きく、大手門があったと思われる。また、周辺には名残として館尻、新城、古城、西小路の字名が残り、俗称として東小路、馬場、寺屋敷、鍛冶屋敷の地名も残っており、小規模ながら館を中心に町割りが形成されていた。1980年（昭和55年）12月に秋田県史跡に指定。
吉田には「吉田の一本杉」として伝わる、この地方におけるキリシタンの処刑場があったとされるが、その詳細は判然としていない。その所在地については諸説あり、中吉田西端の一本杉の地、あるいは上吉田の車長根（割山）の地などが挙げられている。車長根は中山丘陵の西側に位置し、かつては馬頭観音や青面金剛像などが祀られていた。伝承によれば、車長根の一本杉付近（仁坂峠）を馬で通行しようとすると、馬が騒いで坂を登らず、無理に引くと転倒してしまうことがあったため、馬頭観音を安置したと言われている。その後、石仏は風化し、一本杉のあたりも畑となったことから、1929年に荒処の厳島神社へ合祀された。現在、同神社には9基の石仏が安置されており、その中には隠れ十字の印が刻まれたものがあり、これは処刑されたキリシタンを供養する目的で安置されたものと考えられている。

### 沿革
- 1871年（明治4年）8月 - 秋田県第7大区第4小区に属する[27]。
- 1872年（明治5年）2月 - 秋田県第14大区第5小区に属する[28]。
- 1873年（明治6年）7月 - 秋田県第6大区第5小区に属する[29]。
- 1874年（明治7年）7月12日 - 吉田小学校の前身となる「上吉田学校」が開校。
- 1876年（明治9年）12月18日 - 上吉田村と深間内村で合併し、上吉田間内村となる[30][6]。
- 1889年（明治22年）4月1日 - 町村制施行に伴い、上吉田間内村・中吉田村・下吉田村が合併し、吉田村となる[31][32]。上吉田間内村は吉田村大字上吉田間内となる。
- 1956年（昭和31年）9月20日 - 浅舞町と吉田村が合併し、平鹿町となる[33]。平鹿町大字上吉田間内となる。
- 1994年（平成6年）4月1日 - 秋田県立平鹿高等学校・同横手東高等学校が統合し、同平成高等学校が開校[34]。
- 1997年（平成9年）3月31日 - 吉田中学校が閉校[35]。
- 2005年（平成17年）10月1日 - 〈旧〉横手市と平鹿町など平鹿郡5町2村が合併し、横手市となる。横手市平鹿町上吉田となる[36]。

## 世帯数と人口
2020年（令和2年）10月1日現在の世帯数と人口は以下の通りである。
| 大字         | 小字       | 世帯数  | 人口    |
| ------------ | ---------- | ------- | ------- |
| 平鹿町上吉田 | 字伍口     | 34世帯  | 115人   |
| 平鹿町上吉田 | 字四ツ屋   | 46世帯  | 141人   |
| 平鹿町上吉田 | 字竹原     | 56世帯  | 189人   |
| 平鹿町上吉田 | 字朴田     | 36世帯  | 99人    |
| 平鹿町上吉田 | 字村東     | 42世帯  | 134人   |
| 平鹿町上吉田 | 字密屋     | 31世帯  | 100人   |
| 平鹿町上吉田 | 字五十田   | 96世帯  | 281人   |
| 平鹿町上吉田 | 字川登碇   | 3世帯   | 8人     |
| 平鹿町上吉田 | 字清水ケ台 | 15世帯  | 41人    |
| 計           | 計         | 359世帯 | 1,108人 |

### 人口・世帯数の推移
以下は国勢調査による1995年（平成7年）以降の人口の推移。
| 年                 | 人口  |
| ------------------ | ----- |
| 1995年（平成7年）  | 1,280 |
| 2000年（平成12年） | 1,487 |
| 2005年（平成17年） | 1,496 |
| 2010年（平成22年） | 1,283 |
| 2015年（平成27年） | 1,238 |
| 2020年（令和2年）  | 1,108 |

以下は国勢調査による1995年（平成7年）以降の世帯数の推移。
| 年                 | 世帯数 |
| ------------------ | ------ |
| 1995年（平成7年）  | 298    |
| 2000年（平成12年） | 387    |
| 2005年（平成17年） | 401    |
| 2010年（平成22年） | 368    |
| 2015年（平成27年） | 364    |
| 2020年（令和2年）  | 359    |

## 小・中学校の学区
市立小・中学校に通う場合、学区（校区）は以下の通りとなる。
| 小字 | 小学校             | 中学校             |
| ---- | ------------------ | ------------------ |
| 全域 | 横手市立吉田小学校 | 横手市立平鹿中学校 |

## 交通

### 道路
- 国道107号
- 秋田県道48号横手東由利線（主要地方道）
- 秋田県道267号金沢吉田柳田線

### バス
羽後交通
- 平成高校前（横手・本荘線）
- 割山（横手・本荘線）

横手市コミュニティバス
- 吉田地区生涯学習センター（吉田馬鞍線）
- 朴田（吉田馬鞍線）
- 五十田（吉田馬鞍線）
- 四ツ屋（吉田馬鞍線）
- 曙（吉田馬鞍線）
- 田ノ植（吉田馬鞍線）

## 施設
- 西法寺（字吉田51番地）[44][45]
山号：吉祥山、宗派：曹洞宗、本尊：観世音菩[45]
- 秋田県立平成高等学校（字角掛60番地）[46]
- 横手市立吉田小学校（字大道88番地3）[47]
- 横手市吉田地区交流センター（字吉田95番地3）[48]
- 横手市吉田地区交流センター分館（字田ノ植87番地）[48]
- 横手警察署 吉田駐在所（字田ノ植74番地5）
- 吉田保育所（字田ノ植88番地）[49]